# دایره فریب
دایرهٔ فریب (انگلیسی: Circle of Deceit) با نام اصلیِ تقلب (آلمانی: Die Fälschung) یک فیلم ضد جنگ به کارگردانی فولکر شلوندورف است که در سال ۱۹۸۱ منتشر شد.

## گزیدهٔ بازیگران
- برونو گانتس
- هانا شیگولا
- یژی اسکولیموفسکی
- ژان کارمه
- گیلا فون وایترسهاوزن
- خالد السید
- هانس پیتر کورف